# 佩德罗·蒂亚戈 (奥尔良-布拉干萨)
奧爾良-布拉干薩的佩德罗·蒂亚戈王子（葡萄牙語：Prince Pedro Thiago of Orleans-Braganza，1979年1月12日—），原名佩德罗·蒂亚戈·玛丽亚·米格尔·加布里埃尔·拉斐尔·冈萨加·德·奧爾良-布拉干薩 是巴西皇位覬覦者佩德罗·卡洛斯的长子，也是奧爾良-布拉干薩王朝佩德罗波利斯分支的皇室家族继承人。